# Seznam ocenění a nominací Jennifer Lawrenceové
Jennifer Lawrenceová je americká herečka, která získala řadu nominací a získal několik ocenění, včetně jednoho Oscara, jedné Filmové ceny Britské akademie, tří Zlatých glóbusů, čtyř cen Critics' Choice Movie Awards, dvou Cen Sdružení filmových a televizních herců, sedm Filmových cen MTV, pěti People's Choice Awards a osmi Teen Choice Awards .

## AACTA International Awards
| Rok  | Nominovaná práce | Kategorie                         | Výsledek  | Reference |
| ---- | ---------------- | --------------------------------- | --------- | --------- |
| 2012 | Terapie láskou   | Nejlepší herečka v hlavní roli    | vítězství | [ 1 ]     |
| 2013 | Špinavý trik     | Nejlepší herečka ve vedlejší roli | vítězství | [ 2 ]     |

## Oscar
| Rok  | Nominovaná práce | Kategorie                      | Výsledek  | Reference |
| ---- | ---------------- | ------------------------------ | --------- | --------- |
| 2010 | Zimní kosti      | Nejlepší herečka v hlavní roli | nominace  | [ 3 ]     |
| 2012 | Terapie láskou   | Nejlepší herečka v hlavní roli | vítězství | [ 4 ]     |
| 2013 | Špinavý trik     | Nejlepší vedlejší herečka      | nominace  | [ 5 ]     |
| 2015 | Radost           | Nejlepší herečka v hlavní roli | nominace  | [ 6 ]     |

## Filmové cena Britské akademie
| Rok  | Nominovaná práce | Kategorie                         | Výsledek  | Reference |
| ---- | ---------------- | --------------------------------- | --------- | --------- |
| 2013 | Terapie láskou   | Nejlepší herečka v hlavní roli    | nominace  | [ 7 ]     |
| 2014 | Špinavý trik     | Nejlepší herečka ve vedlejší roli | vítězství | [ 8 ]     |

## Critics' Choice Movie Awards
| Rok  | Nominovaná práce                  | Kategorie                         | Výsledek  | Reference |
| ---- | --------------------------------- | --------------------------------- | --------- | --------- |
| 2011 | Do morku kosti                    | Nejlepší herečka v hlavní roli    | nominace  | [ 9 ]     |
| 2011 | Do morku kosti                    | Nejlepší mladá herečka            | nominace  | [ 9 ]     |
| 2013 | Terapie láskou                    | Nejlepší herecké obsazení         | vítězství | [ 10 ]    |
| 2013 | Terapie láskou                    | Nejlepší herečka                  | nominace  | [ 10 ]    |
| 2013 | Terapie láskou                    | Nejlepší herečka: komedie         | vítězství | [ 10 ]    |
| 2013 | Hunger Games                      | Nejlepší herečka: akční film      | vítězství | [ 10 ]    |
| 2014 | Špinavý trik                      | Nejlepší herecké obsazení         | vítězství | [ 11 ]    |
| 2014 | Špinavý trik                      | Nejlepší herečka ve vedlejší roli | nominace  | [ 11 ]    |
| 2014 | Hunger Games: Vražedná pomsta     | Nejlepší herečka: akční film      | nominace  | [ 11 ]    |
| 2015 | Hunger Games: Síla vzdoru 1. část | Nejlepší herečka: akční film      | nominace  | [ 12 ]    |
| 2016 | Hunger Games: Síla vzdoru 2. část | Nejlepší herečka: akční film      | nominace  | [ 13 ]    |
| 2016 | Joy                               | Nejlepší herečka                  | nominace  | [ 13 ]    |
| 2016 | Joy                               | Nejlepší herečka: komedie         | nominace  | [ 13 ]    |

## Dorian Awards
| Rok  | Nominovaná práce | Kategorie        | Výsledek | Reference |
| ---- | ---------------- | ---------------- | -------- | --------- |
| 2012 | Terapie láskou   | Nejlepší herečka | nominace | [ 14 ]    |

## Empire Awards
| Rok  | Nominovaná práce                  | Kategorie                         | Výsledek  | Reference |
| ---- | --------------------------------- | --------------------------------- | --------- | --------- |
| 2011 | Do morku kosti                    | Nejlepší nováček                  | nominace  | [ 15 ]    |
| 2013 | Hunger Games                      | Nejlepší herečka                  | vítězství | [ 16 ]    |
| 2014 | Hunger Games: Vražedná pomsta     | Nejlepší herečka                  | nominace  | [ 17 ]    |
| 2014 | Špinavý trik                      | Nejlepší herečka ve vedlejší roli | nominace  | [ 17 ]    |
| 2016 | Hunger Games: Síla vzdoru 2. část | Nejlepší herečka                  | nominace  | [ 18 ]    |

## Zlatý glóbus
| Rok  | Nominovaná práce | Kategorie                                        | Výsledek  | Reference |
| ---- | ---------------- | ------------------------------------------------ | --------- | --------- |
| 2011 | Do morku kosti   | Nejlepší herečka v hlavní roli (drama)           | nominace  | [ 19 ]    |
| 2013 | Terapie láskou   | Nejlepší herečka v hlavní roli (komedie/muzikál) | vítězství | [ 20 ]    |
| 2014 | Špinavý trik     | Nejlepší herečka ve vedlejší roli                | vítězství | [ 21 ]    |
| 2016 | Joy              | Nejlepší herečka v hlavní roli (komedie/muzikál) | vítězství | [ 21 ]    |

## Zlaté maliny
| Rok  | Nominovaná práce | Kategorie        | Výsledek | Reference |
| ---- | ---------------- | ---------------- | -------- | --------- |
| 2018 | Matka!           | Nejhorší herečka | nominace | [ 22 ]    |

## Gotham Awards
| Rok  | Nominovaná práce | Kategorie                 | Výsledek  | Reference |
| ---- | ---------------- | ------------------------- | --------- | --------- |
| 2010 | Do morku kosti   | Nejlepší herecké obsazení | vítězství | [ 23 ]    |
| 2010 | Do morku kosti   | Objev roku                | nominace  | [ 23 ]    |
| 2012 | Terapie láskou   | Nejlepší herecké obsazení | nominace  | [ 24 ]    |

## Guinnessova kniha rekordů
| Rok  | Nominovaná práce | Kategorie                     | Výsledek  | Reference |
| ---- | ---------------- | ----------------------------- | --------- | --------- |
| 2015 | Katniss Everdeen | Nejvýdělečnější akční postava | vítězství | [ 25 ]    |

## Hollywood Film Festival
| Rok  | Nominovaná práce | Kategorie  | Výsledek  | Reference |
| ---- | ---------------- | ---------- | --------- | --------- |
| 2010 | Do morku kosti   | Objev roku | vítězství | [ 26 ]    |

## Independent Spirit Awards
| Rok  | Nominovaná práce | Kategorie                      | Výsledek  | Reference |
| ---- | ---------------- | ------------------------------ | --------- | --------- |
| 2010 | Do morku kosti   | Nejlepší herečka v hlavní roli | nominace  | [ 27 ]    |
| 2012 | Terapie láskou   | Nejlepší herečka v hlavní roli | vítězství | [ 28 ]    |

## Irish Film & Television Awards
| Rok  | Nominovaná práce | Kategorie                    | Výsledek | Reference |
| ---- | ---------------- | ---------------------------- | -------- | --------- |
| 2010 | Do morku kosti   | Nejlepší mezinárodní herečka | nominace | [ 29 ]    |
| 2012 | Terapie láskou   | Nejlepší mezinárodní herečka | nominace | [ 30 ]    |

## Filmový festival Los Angeles
| Rok  | Nominovaná práce | Kategorie              | Výsledek  | Reference |
| ---- | ---------------- | ---------------------- | --------- | --------- |
| 2008 | The Poker House  | Nejlepší herecký výkon | vítězství | [ 31 ]    |

## Filmové ceny MTV
| Rok  | Nominovaná práce                  | Kategorie                      | Výsledek  | Reference |
| ---- | --------------------------------- | ------------------------------ | --------- | --------- |
| 2012 | Hunger Games                      | Nejlepší herečka               | vítězství | [ 32 ]    |
| 2012 | Hunger Games                      | Nejlepší souboj                | vítězství | [ 32 ]    |
| 2012 | Hunger Games                      | Nejlepší hrdina                | nominace  | [ 32 ]    |
| 2012 | Hunger Games                      | Nejlepší polibek               | nominace  | [ 32 ]    |
| 2012 | Hunger Games                      | Nejlepší obsazení              | nominace  | [ 32 ]    |
| 2013 | Terapie láskou                    | Nejlepší herečka               | vítězství | [ 33 ]    |
| 2013 | Terapie láskou                    | Nejlepší polibek               | vítězství | [ 33 ]    |
| 2013 | Terapie láskou                    | Nejlepší hudební scéna         | nominace  | [ 33 ]    |
| 2013 | Terapie láskou                    | Nejlepší filmové duo           | nominace  | [ 33 ]    |
| 2013 | Dům na konci ulice                | Nestrašidelnější herecký výkon | nominace  | [ 33 ]    |
| 2014 | Špinavý trik                      | Nejlepší polibek               | nominace  | [ 34 ]    |
| 2014 | Špinavý trik                      | Nejlepší hudební scéna         | nominace  | [ 34 ]    |
| 2014 | Hunger Games: Vražedná pomsta     | Nejlepší herečka               | vítězství | [ 34 ]    |
| 2014 | Hunger Games: Vražedná pomsta     | Nejlepší souboj                | nominace  | [ 34 ]    |
| 2014 | Hunger Games: Vražedná pomsta     | Nejlepší postava               | nominace  | [ 34 ]    |
| 2015 | Hunger Games: Síla vzdoru 1. část | Nejlepší herečka               | nominace  | [ 35 ]    |
| 2015 | Hunger Games: Síla vzdoru 1. část | Nejlepší hudební scéna         | vítězství | [ 35 ]    |
| 2015 | Hunger Games: Síla vzdoru 1. část | Nejlepší hrdina                | nominace  | [ 35 ]    |
| 2016 | Joy                               | Nejlepší herečka               | nominace  | [ 36 ]    |
| 2016 | Hunger Games: Síla vzdoru 2. část | Nejlepší akční výkon           | nominace  | [ 36 ]    |
| 2016 | Hunger Games: Síla vzdoru 2. část | Nejlepší obsazení              | nominace  | [ 36 ]    |
| 2016 | Hunger Games: Síla vzdoru 2. část | Nejlepší hrdina                | vítězství | [ 36 ]    |

## National Board of Review
| Rok  | Nominovaná práce | Kategorie  | Výsledek  | Reference |
| ---- | ---------------- | ---------- | --------- | --------- |
| 2010 | Do morku kosti   | Objev roku | vítězství | [ 37 ]    |

## Nickelodeon Kids 'Choice Awards
| Rok  | Nominovaná práce                  | Kategorie                                  | Výsledek  | Reference |
| ---- | --------------------------------- | ------------------------------------------ | --------- | --------- |
| 2013 | Hunger Games                      | Nejoblíbenější filmová herečka             | nominace  | [ 38 ]    |
| 2013 | Hunger Games                      | Nejoblíbenější nakopávač zadků             | nominace  | [ 38 ]    |
| 2014 | Hunger Games: Vražedná pomsta     | Nejoblíbenější filmová herečka             | vítězství | [ 39 ]    |
| 2014 | Hunger Games: Vražedná pomsta     | Nejoblíbenější nakopávač zadků             | vítězství | [ 39 ]    |
| 2015 | Hunger Games: Síla vzdoru 1. část | Nejoblíbenější filmová herečka: akční film | vítězství | [ 40 ]    |
| 2016 | Hunger Games: Síla vzdoru 2. část | Nejoblíbenější filmová herečka             | vítězství | [ 41 ]    |
| 2017 | X-Men: Apokalypsa                 | Nejoblíbenější nakopávač zadků             | nominace  | [ 42 ]    |

## Mezinárodní filmový festival Palm Springs
| Rok  | Nominovaná práce | Kategorie         | Výsledek  | Reference |
| ---- | ---------------- | ----------------- | --------- | --------- |
| 2010 | Do morku kosti   | Stoupající hvězda | vítězství | [ 43 ]    |
| 2013 | Špinavý trik     | Nejlepší obsazení | vítězství | [ 44 ]    |

## People's Choice Awards
| Rok  | Nominovaná práce        | Kategorie                                       | Výsledek  | Reference |
| ---- | ----------------------- | ----------------------------------------------- | --------- | --------- |
| 2012 | X-Men: První třída      | Nejoblíbenější obsazení                         | nominace  | [ 45 ]    |
| 2012 | X-Men: První třída      | Nejoblíbenější filmový superhrdina              | nominace  | [ 45 ]    |
| 2013 | Hunger Games            | Nejoblíbenější filmová herečka                  | vítězství | [ 46 ]    |
| 2013 | Hunger Games            | Nejoblíbenější postava                          | vítězství | [ 46 ]    |
| 2013 | Hunger Games            | Nejoblíbenější chemie                           | vítězství | [ 46 ]    |
| 2015 | X-Men: Budoucí minulost | Nejoblíbenější filmová herečka                  | vítězství | [ 47 ]    |
| 2015 | X-Men: Budoucí minulost | Nejoblíbenější filmová herečka: akčí film       | vítězství | [ 47 ]    |
| 2017 | X-Men: Apokalypsa       | Nejoblíbenější filmová herečka                  | vítězství | [ 48 ]    |
| 2017 | X-Men: Apokalypsa       | Nejoblíbenější filmová herečka: akčí film       | nominace  | [ 48 ]    |
| 2018 | Rudá volavka            | Nejoblíbenější filmová herečka: dramatický film | nominace  | [ 49 ]    |
| 2018 | Rudá volavka            | Nejoblíbenější filmová herečka                  | nominace  | [ 49 ]    |

## Mezinárodní filmový festival Santa Barbara
| Rok  | Nominovaná práce | Kategorie              | Výsledek  | Reference |
| ---- | ---------------- | ---------------------- | --------- | --------- |
| 2012 | Terapie láskou   | Nejlepší herecký výkon | vítězství | [ 50 ]    |

## Satellite Awards
| Rok  | Nominovaná práce | Kategorie                                    | Výsledek  | Reference |
| ---- | ---------------- | -------------------------------------------- | --------- | --------- |
| 2010 | Do morku kosti   | Nejlepší herečka v hlavní roli (film: drama) | nominace  | [ 51 ]    |
| 2012 | Terapie láskou   | Nejlepší herečka v hlavní roli (film)        | vítězství | [ 52 ]    |
| 2013 | Špinavý trik     | Nejlepší herečka ve vedlejší roli (film)     | nominace  | [ 53 ]    |

## Cena Saturn
| Rok  | Nominovaná práce                  | Kategorie        | Výsledek  | Reference |
| ---- | --------------------------------- | ---------------- | --------- | --------- |
| 2012 | Hunger Games                      | Nejlepší herečka | vítězství | [ 54 ]    |
| 2013 | Hunger Games: Vražedná pomsta     | Nejlepší herečka | nominace  | [ 55 ]    |
| 2014 | Hunger Games: Síla vzdoru 1. část | Nejlepší herečka | nominace  | [ 56 ]    |
| 2017 | Pasažéři                          | Nejlepší herečka | nominace  | [ 57 ]    |

## Cena Sdružení filmových a televizních herců
| Rok  | Nominovaná práce | Kategorie                         | Výsledek  | Reference |
| ---- | ---------------- | --------------------------------- | --------- | --------- |
| 2011 | Do morku kosti   | Nejlepší herečka v hlavní roli    | nominace  | [ 58 ]    |
| 2013 | Terapie láskou   | Nejlepší obsazení                 | nominace  | [ 59 ]    |
| 2013 | Terapie láskou   | Nejlepší herečka v hlavní roli    | vítězství | [ 59 ]    |
| 2014 | Špinavý trik     | Nejlepší obsazení                 | vítězství | [ 60 ]    |
| 2014 | Špinavý trik     | Nejlepší herečka ve vedlejší roli | nominace  | [ 60 ]    |

## Mezinárodní filmový festival v Seattlu
| Rok  | Nominovaná práce | Kategorie        | Výsledek  | Reference |
| ---- | ---------------- | ---------------- | --------- | --------- |
| 2010 | Do morku kosti   | Nejlepší herečka | vítězství | [ 61 ]    |

## Spike Guys 'Choice Awards
| Rok  | Nominovaná práce  | Kategorie | Výsledek  | Reference |
| ---- | ----------------- | --------- | --------- | --------- |
| 2013 | Jennifer Lawrence | Žena roku | vítězství | [ 62 ]    |

## Mezinárodní filmový festival ve Stockholmu
| Rok  | Nominovaná práce | Kategorie        | Výsledek  | Reference |
| ---- | ---------------- | ---------------- | --------- | --------- |
| 2010 | Do morku kosti   | Nejlepší herečka | vítězství | [ 63 ]    |

## Teen Choice Awards
| Rok  | Nominovaná práce                                        | Kategorie                                | Výsledek  | Reference |
| ---- | ------------------------------------------------------- | ---------------------------------------- | --------- | --------- |
| 2011 | X-Men: První třída                                      | Filmový objev roku: žena                 | nominace  | [ 64 ]    |
| 2011 | X-Men: První třída                                      | Nejlepší filmová chemie                  | nominace  | [ 64 ]    |
| 2012 | Hunger Games                                            | Nejlepší filmová herečka: sci-fi/fantasy | vítězství | [ 65 ]    |
| 2012 | Hunger Games                                            | Nejlepší filmová chemie                  | vítězství | [ 65 ]    |
| 2012 | Hunger Games                                            | Nejlepší filmový polibek                 | vítězství | [ 65 ]    |
| 2014 | Špinavý trik                                            | Nejlepší filmová herečka: drama          | nominace  | [ 66 ]    |
| 2014 | Hunger Games: Vražedná pomsta a X-Men: Budoucí minulost | Nejlepší filmová herečka: sci-fi/fantasy | vítězství | [ 66 ]    |
| 2014 | Hunger Games: Vražedná pomsta                           | Nejlepší filmový polibek                 | nominace  | [ 66 ]    |
| 2015 | Hunger Games: Síla vzdoru 1. část                       | Nejlepší filmová herečka: sci-fi/fantasy | vítězství | [ 67 ]    |
| 2015 | Hunger Games: Síla vzdoru 1. část                       | Nejlepší filmový polibek                 | nominace  | [ 67 ]    |
| 2016 | Hunger Games: Síla vzdoru 2. část                       | Nejlepší filmová herečka: sci-fi/fantasy | vítězství | [ 68 ]    |
| 2016 | Hunger Games: Síla vzdoru 2. část                       | Nejlepší filmová chemie                  | nominace  | [ 69 ]    |
| 2016 | Hunger Games: Síla vzdoru 2. část                       | Nejlepší filmový polibek                 | vítězství | [ 69 ]    |
| 2016 | Joy                                                     | Nejlepší filmová herečka: drama          | vítězství | [ 68 ]    |

## Filmový festival Torino
| Rok  | Nominovaná práce | Kategorie        | Výsledek  | Reference |
| ---- | ---------------- | ---------------- | --------- | --------- |
| 2010 | Do morku kosti   | Nejlepší herečka | vítězství | [ 70 ]    |

## Filmový festival v Benátkách
| Rok  | Nominovaná práce | Kategorie  | Výsledek  | Reference |
| ---- | ---------------- | ---------- | --------- | --------- |
| 2008 | Planina v ohni   | Objev roku | vítězství | [ 71 ]    |

## Asociace kritiků
| Year | Nominated work                    | Association                                   | Category                                      | Výsledek  | Reference |
| ---- | --------------------------------- | --------------------------------------------- | --------------------------------------------- | --------- | --------- |
| 2010 | Do morku kosti                    | Alliance of Women Film Journalists            | Objev roku                                    | vítězství | [ 72 ]    |
| 2010 | Do morku kosti                    | Chicago Film Critics Association              | Nejslibenější herečka                         | vítězství | [ 73 ]    |
| 2010 | Do morku kosti                    | Detroit Film Critics Society                  | Nejlepší herečka                              | vítězství | [ 74 ]    |
| 2010 | Do morku kosti                    | Detroit Film Critics Society                  | Objev roku                                    | vítězství | [ 74 ]    |
| 2010 | Do morku kosti                    | Detroit Film Critics Society                  | Nejlepší obsazení                             | vítězství | [ 74 ]    |
| 2010 | Do morku kosti                    | Dublin Film Critics' Circle                   | Nejlepší herečka                              | vítězství | [ 75 ]    |
| 2010 | Do morku kosti                    | Dublin Film Critics' Circle                   | Objev roku                                    | vítězství | [ 75 ]    |
| 2010 | Do morku kosti                    | Florida Film Critics Circle                   | Objev roku                                    | vítězství | [ 76 ]    |
| 2010 | Do morku kosti                    | Toronto Film Critics Association              | Nejlepší herečka                              | vítězství | [ 77 ]    |
| 2010 | Do morku kosti                    | Vancouver Film Critics Circle                 | Nejlepší herečka                              | vítězství | [ 78 ]    |
| 2010 | Do morku kosti                    | Washington D.C. Area Film Critics Association | Nejlepší herečka                              | vítězství | [ 79 ]    |
| 2010 | Do morku kosti                    | Dallas–Fort Worth Film Critics Association    | Nejlepší herečka                              | 2. místo  | [ 80 ]    |
| 2010 | Do morku kosti                    | Los Angeles Film Critics Association          | Nejlepší herečka                              | 2. místo  | [ 81 ]    |
| 2010 | Do morku kosti                    | St. Louis Gateway Film Critics Association    | Nejlepší herečka                              | 2. místo  | [ 82 ]    |
| 2010 | Do morku kosti                    | Alliance of Women Film Journalists            | Nejlepší herečka                              | nominace  | [ 72 ]    |
| 2010 | Do morku kosti                    | Alliance of Women Film Journalists            | Nejlepší obsazení                             | nominace  | [ 72 ]    |
| 2010 | Do morku kosti                    | Alliance of Women Film Journalists            | Ocenění za nezapomenutelný moment             | nominace  | [ 72 ]    |
| 2010 | Do morku kosti                    | Chicago Film Critics Association              | Nejlepší herečka                              | nominace  | [ 73 ]    |
| 2010 | Do morku kosti                    | Houston Film Critics Society                  | Nejlepší herečka                              | nominace  | [ 83 ]    |
| 2010 | Do morku kosti                    | London Film Critics' Circle                   | Nejlepší herečka                              | nominace  | [ 84 ]    |
| 2010 | Do morku kosti                    | Online Film Critics Society                   | Nejlepší herečka                              | nominace  | [ 85 ]    |
| 2010 | Do morku kosti                    | San Diego Film Critics Society                | Nejlepší herečka                              | nominace  | [ 86 ]    |
| 2010 | Do morku kosti                    | San Diego Film Critics Society                | Nejlepší obsazení                             | nominace  | [ 86 ]    |
| 2013 | Terapie láskou                    | Alliance of Women Film Journalists            | Nejlepší obsazení                             | vítězství | [ 87 ]    |
| 2013 | Terapie láskou                    | Austin Film Critics Association               | Nejlepší herečka                              | vítězství | [ 88 ]    |
| 2013 | Terapie láskou                    | Detroit Film Critics Society                  | Nejlepší herečka                              | vítězství | [ 89 ]    |
| 2013 | Terapie láskou                    | Houston Film Critics Society Awards           | Nejlepší herečka                              | vítězství | [ 90 ]    |
| 2013 | Terapie láskou                    | Los Angeles Film Critics Association          | Nejlepší herečka                              | vítězství | [ 91 ]    |
| 2013 | Terapie láskou                    | Dallas–Fort Worth Film Critics Association    | Nejlepší herečka                              | 2. místo  | [ 92 ]    |
| 2013 | Terapie láskou                    | National Society of Film Critics              | Nejlepší herečka                              | 2. místo  | [ 93 ]    |
| 2013 | Terapie láskou                    | New York Film Critics Circle                  | Nejlepší herečka                              | 2. místo  | [ 94 ]    |
| 2013 | Terapie láskou                    | St. Louis Gateway Film Critics Association    | Nejlepší herečka                              | 2. místo  | [ 95 ]    |
| 2013 | Terapie láskou                    | Dublin Film Critics' Circle                   | Nejlepší herečka                              | 2. místo  | [ 96 ]    |
| 2013 | Terapie láskou                    | Chicago Film Critics Association              | Nejlepší herečka                              | nominace  | [ 97 ]    |
| 2013 | Terapie láskou                    | Detroit Film Critics Society                  | Nejlepší obsazení                             | nominace  | [ 89 ]    |
| 2013 | Terapie láskou                    | London Film Critics' Circle                   | Nejlepší herečka                              | nominace  | [ 98 ]    |
| 2013 | Terapie láskou                    | Online Film Critics Society Awards            | Nejlepší herečka                              | nominace  | [ 99 ]    |
| 2013 | Terapie láskou                    | San Diego Film Critics Society                | Nejlepší herečka                              | nominace  | [ 100 ]   |
| 2013 | Terapie láskou                    | Vancouver Film Critics Circle                 | Nejlepší herečka                              | nominace  | [ 101 ]   |
| 2013 | Terapie láskou                    | Washington D.C. Area Film Critics Association | Nejlepší herečka                              | nominace  | [ 102 ]   |
| 2013 | Hunger Games                      | Alliance of Women Film Journalists            | Nejlepší herečka: akční hvězda                | vítězství | [ 87 ]    |
| 2014 | Špinavý trik                      | Alliance of Women Film Journalists            | Nejlepší herečka ve vedlejší roli             | vítězství | [ 103 ]   |
| 2014 | Špinavý trik                      | Alliance of Women Film Journalists            | Nejlepší obsazení                             | vítězství | [ 103 ]   |
| 2014 | Špinavý trik                      | Detroit Film Critics Society                  | Nejlepší obsazení                             | vítězství | [ 104 ]   |
| 2014 | Špinavý trik                      | National Society of Film Critics              | Nejlepší herečka ve vedlejší roli             | vítězství | [ 105 ]   |
| 2014 | Špinavý trik                      | New York Film Critics Circle                  | Best Supporting Actress                       | vítězství | [ 106 ]   |
| 2014 | Špinavý trik                      | New York Film Critics Online                  | Nejlepší obsazení                             | vítězství | [ 107 ]   |
| 2014 | Špinavý trik                      | San Diego Film Critics Society                | Nejlepší obsazení                             | vítězství | [ 108 ]   |
| 2014 | Špinavý trik                      | San Francisco Film Critics Circle             | Nejlepší herečka ve vedlejší roli             | vítězství | [ 109 ]   |
| 2014 | Špinavý trik                      | Toronto Film Critics Association              | Nejlepší herečka ve vedlejší roli             | vítězství | [ 110 ]   |
| 2014 | Špinavý trik                      | Vancouver Film Critics Circle                 | Nejlepší herečka ve vedlejší roli             | vítězství | [ 111 ]   |
| 2014 | Špinavý trik                      | Florida Film Critics Circle                   | Nejlepší herečka ve vedlejší roli             | 2. místo  | [ 112 ]   |
| 2014 | Špinavý trik                      | Dallas–Fort Worth Film Critics Association    | Nejlepší herečka ve vedlejší roli             | 2. místo  | [ 113 ]   |
| 2014 | Špinavý trik                      | Chicago Film Critics Association              | Nejlepší herečka ve vedlejší roli             | nominace  | [ 114 ]   |
| 2014 | Špinavý trik                      | Detroit Film Critics Society                  | Nejlepší herečka ve vedlejší roli             | nominace  | [ 104 ]   |
| 2014 | Špinavý trik                      | Houston Film Critics Society Awards           | Nejlepší herečka ve vedlejší roli             | nominace  | [ 115 ]   |
| 2014 | Špinavý trik                      | London Film Critics' Circle                   | Nejlepší herečka ve vedlejší roli             | nominace  | [ 116 ]   |
| 2014 | Špinavý trik                      | Online Film Critics Society Awards            | Nejlepší herečka ve vedlejší roli             | nominace  | [ 117 ]   |
| 2014 | Špinavý trik                      | San Diego Film Critics Society                | Nejlepší herečka ve vedlejší roli             | nominace  | [ 108 ]   |
| 2014 | Špinavý trik                      | St. Louis Gateway Film Critics Association    | Nejlepší herečka ve vedlejší roli             | nominace  | [ 118 ]   |
| 2014 | Špinavý trik                      | Washington D.C. Area Film Critics Association | Nejlepší herečka ve vedlejší roli             | nominace  | [ 119 ]   |
| 2014 | Špinavý trik                      | Washington D.C. Area Film Critics Association | Nejlepší obsazení                             | nominace  | [ 119 ]   |
| 2014 | Hunger Games: Vražedná pomsta     | Alliance of Women Film Journalists            | Nejlepší herečka: akční hvězda                | nominace  | [ 103 ]   |
| 2014 | Jennifer Lawrence                 | Alliance of Women Film Journalists            | Female Icon                                   | nominace  | [ 103 ]   |
| 2015 | Hunger Games: Síla vzdoru 1. část | Alliance of Women Film Journalists            | Nejlepší herečka: akční hvězda                | nominace  | [ 120 ]   |
| 2015 | Hunger Games: Síla vzdoru 1. část | Women Film Critics Circle                     | Nejlepší zobrazení ženy ve filmu              | vítězství | [ 121 ]   |
| 2016 | Hunger Games: Síla vzdoru 2. část | Alliance of Women Film Journalists            | Nejlepší herečka: akční hvězda                | nominace  | [ 122 ]   |
| 2016 | Jennifer Lawrence                 | Alliance of Women Film Journalists            | Ženská ikona                                  | nominace  | [ 122 ]   |
| 2016 | Joy                               | Detroit Film Critics Society                  | Nejlepší herečka                              | nominace  | [ 123 ]   |
| 2016 | Joy                               | Detroit Film Critics Society                  | Nejlepší obsazení                             | nominace  | [ 123 ]   |
| 2017 | Matka!                            | Alliance of Women Film Journalists            | Největší věkový rozdíl mezi partnery ve filmu | nominace  | [ 124 ]   |
| 2017 | Matka!                            | Alliance of Women Film Journalists            | Herečka, potřebující nového agenta            | nominace  | [ 124 ]   |